# Juha Dahllund
Juha Kalevi Dahllund (Helsinki, Finlandia, 20 de marzo de 1954) es un exfutbolista finlandés. Se desempeñaba en posición de mediocampista.

## Selección nacional
Fue internacional con la Selección de fútbol de Finlandia en quince ocasiones.

## Clubes
| Club         | País      | Año         |
| ------------ | --------- | ----------- |
| HJK Helsinki | Finlandia | 1973 - 1985 |

## Palmarés

### Campeonatos nacionales
| Título                        | Club         | País      | Año                 |
| ----------------------------- | ------------ | --------- | ------------------- |
| Primera División de Finlandia | HJK Helsinki | Finlandia | 1973 1978 1981 1985 |
| Copa de Finlandia             | HJK Helsinki | Finlandia | 1981 1984           |

### Distinciones individuales
| Distinción                   | Año  |
| ---------------------------- | ---- |
| Futbolista Finlandés del año | 1981 |